# Davidson-Cadillac
Панцирник Davidson-Cadillac — розроблений навесні 1915 на шасі автомашини Cadillac американським військовим інженером, майором Роялем Пейджем Девідсоном і 30 кадетами Північно-західної військово-морської академії (Northwestern Military and Naval Academy) в місті Хайленд-Парк штату Іллінойс. Це був перший повноцінній панцирник США. Ще 1898 у Академії Девідсон разом з розробником автомобілів Чарльзом Дюреєм розробив озброєний кулеметом Colt-Browning M1895 тримісний трицикл Davidson-Duryea, згодом 1901 озброєний автомобіль Davidson Automobile Battery armored car на шасі Duryea Motor Wagon Company, на шасі Cadillac автомашину протиповітряного захисту з зенітним кулеметом (1909).
Панцирник мав колісну формулу 4х2, а у панцирному корпусі понад водієм розміщувався ковпак для кращого огляду. За ним розміщувались два члени екіпажу біля кулемету Browning M1895, закритого 5 мм панцирним щитом. У бортових листах знаходились амбразури для стрільби з особистої зброї екіпажем. У червні 1915 панцирник Davidson-Cadillac у супроводі семи машин здійснив 34-денний пробіг до Сан-Франциско на Панамську Тихоокеанську Міжнародну Виставку (Panama Pacific International Exposition). Назад панцирник везли поїздом і він не вироблявся серійно.